# Spune-mi o poveste
Spune-mi o poveste (titlu original Tell Me a Story)  este un serial TV web american thriller psihologic. Este bazat pe serialul TV mexican Érase una vez  creat de Marcos Osorio Vidal. Spune-mi o poveste este creat de Kevin Williamson,  a avut premiera la 31 octombrie 2018, pe CBS All Access. În rolurile principale (sezonul I) joacă actorii James Wolk, Billy Magnussen, Dania Ramirez, Danielle Campbell, Dorian Crossmond Missick, Sam Jaeger, Davi Santos, Michael Raymond-James, Zabryna Guevara, Paul Wesley și Kim Cattrall. La 17 decembrie 2018, s-a anunțat că serialul va avea un al doilea sezon.  

## Cadru
Tell Me a Story ia cele mai iubite basme și le reimaginează ca pe niște povești întunecate thriller psihologice care au loc în zilele noastre în New York City. Primul sezon este bazat pe poveștile Cei trei purceluși, Scufița Roșie și Hansel și Gretel care au fost transformate în povestiri epice și conectate de dragoste, lăcomie, răzbunare și crimă."

## Distribuție

### Personaje principale
Rolurile principale și în paranteză echivalentul personajului în lumea basmelor:
- James Wolk ca Jordan Evans, un restaurator din New York City care caută răzbunare pentru uciderea la bancă a soției sale de trei indivizi cu măști din căpățâni de porc (lupul cel rău din Cei trei purceluși)
- Billy Magnussen ca profesorul Nick Sullivan (lupul din Scufița Roșie)
- Dania Ramirez ca Hannah Perez (Gretel)
- Danielle Campbell ca Kayla Powell (Scufița Roșie)
- Dorian Crossmond Missick ca Sam Reynolds (unul din cei trei purceluși)
- Sam Jaeger ca Tim Powell, tatăl Kaylei (mama Scufiței Roșii)
- Davi Santos ca Gabe Perez, fratele lui Hannah (Hansel).
- Michael Raymond-James ca Mitch Longo (unul din cei trei purceluși)
- Zabryna Guevara ca Renee Garcia, detectiv New York Police Department
- Paul Wesley ca Eddie Longo (unul din cei trei purceluși)
- Kim Cattrall - Colleen Powell, mama lui Tim (bunica Scufiței Roșii)

### Roluri secundare
- Paulina Singer - Laney Reed
- Kurt Yaeger - Terry
- Becki Newton - Katrina
- Spencer Grammer - Beth
- Rarmian Newton - Ethan Davies
- Justine Cotsonas - Carla
- Tonya Glanz - Shelley
- James Martinez - Olsen
- Debra Monk - Esther
- Luke Guldan - Billy
- Jennifer Ikeda - Rita
- Sanjit De Silva  - Mark
- Dan Amboyer - Blake
- Sydney James Harcourt
- Polly Draper - Madeline
- Tom Lipinski
- Claire Saunders - Vicki
- David Andrews - Richard Winston
- Elliot Villar - Detective Herrera
- Quincy Chad - Detective Grant
- Simone Missick - Mariana Reynolds

## Episoade

### Sezonul I (2018-2019)
| Nr. | Titlu                     | Regizat de          | Scris de                              | Data lansării     |
| --- | ------------------------- | ------------------- | ------------------------------------- | ----------------- |
| 1   | „Chapter 1: Hope”         | Liz Friedlander     | Kevin Williamson                      | 31 octombrie 2018 |
| 2   | „Chapter 2: Loss”         | Liz Friedlander     | Eduardo Javier Canto & Ryan Maldonado | 8 noiembrie 2018  |
| 3   | „Chapter 3: Greed”        | Mark Tonderai       | Hollie Overton                        | 15 noiembrie 2018 |
| 4   | „Chapter 4: Rage”         | Mark Tonderai       | Kim Clements                          | 22 noiembrie 2018 |
| 5   | „Chapter 5: Madness”      | Solvan "Slick" Naim | Heather Zuhlke                        | 29 noiembrie 2018 |
| 6   | „Chapter 6: Guilt”        | Jeff T. Thomas      | Mary Leah Sutton                      | 6 decembrie 2018  |
| 7   | „Chapter 7: Betrayal”     | Millicent Shelton   | Andrea Thornton Bolden                | 13 decembrie 2018 |
| 8   | „Chapter 8: Truth”        | John Stuart Scott   | Steve Stringer                        | 20 decembrie 2018 |
| 9   | „Chapter 9: Deception”    | Adam Davidson       | Heather Zuhlke                        | 27 decembrie 2018 |
| 10  | „Chapter 10: Forgiveness” | Craig Zisk          | Kevin Williamson & Mary Leah Sutton   | 3 ianuarie 2019   |

## Legături externe
- Site web oficial
- Spune-mi o poveste la Internet Movie Database

Format:CBS All Access